# Nite City (album)
Nite City è il primo album del gruppo rock statunitense dei Nite City, formatosi nel 1975 a Los Angeles (California) e costituito tra gli altri da Ray Manzarek e dal bassista Nigel Harrison, futuro membro dei Blondie. Il disco fu pubblicato dalla 20th Century Records nel 1977.

## Tracce
Lato A
1. Summer Eyes – 4:26 (Ray Manzarek, Noah James)
2. Nite City – 4:55 (Leonard Huxley, Ray Manzarek, Noah James)
3. Love Will Make You Mellow – 4:50 (Ray Manzarek, Noah James)
4. Angel W/No Freedom – 6:39 (Danny Sugerman, Ray Manzarek, Noah James)

Lato B
1. Midnight Queen – 3:55 (Danny Sugerman, Ray Manzarek, Noah James)
2. Bitter Sky Blue – 3:12 (Ray Manzarek, Noah James)
3. Caught in a Panic – 4:41 (Ray Manzarek, Noah James)
4. In the Pyramid – 3:48 (Ray Manzarek, Paul Warren)
5. Game of Skill – 4:40 (Paul Warren, Ray Manzarek, Noah James[4])

## Formazione
- Ray Manzarek - tastiere, voce
- Noah James - voce
- Paul Warren - chitarra, voce
- Nigel Harrison - basso
- Jimmy Hunter - batteria, voce